# Inter Türkspor Kiel
Der Inter Türkspor Kiel e. V. ist ein deutscher Fußballverein mit Sitz in Kiel, der Landeshauptstadt von Schleswig-Holstein.

## Geschichte

### Anfänge und Bau einer Sportanlage
Bereits Ende der siebziger- und Anfang der achtziger Jahre kamen Planungen zur Gründung eines Verein der türkischen Bevölkerung in Kiel auf. Dieses Vorhaben scheiterte zu dieser Zeit aber noch an den Gremien des Landes Schleswig-Holstein sowie an finanziellen Mitteln. Ebenso erschwerend kam hinzu, dass in dieser Zeit der Wegzug zurück in die alte Heimat immer stärker wurde. Der Abgang fiel geringer als erwartet auf und die Menschen konnten in den vergangenen Jahren schon einigermaßen Fuß fassen. Somit wurde der Verein schließlich im Jahr 1989 gegründet. Nach einem „Türkischen Abend“ am 10. November 1994 wurde nach Gesprächen mit Vertretern von Politik, Banken und der lokalen Wirtschaft beschlossen einen eigenen Sportplatz zu errichten. Die Grundsteinlegung für diesen Platz fand am 8. September 1995 im Beisein von Heide Simonis statt. Am 27. April 1997 konnte das neue Vereinsheim in Betrieb genommen werden. Am 19. Mai 2001 erfolgte die komplette Fertigstellung der Anlage.

### Zeit in der Kreisliga
In der Saison 2002/03 spielte der Verein in der Kreisliga Kiel und belegte am Ende dieser Saison den zehnten Platz. Nach der Saison 2004/05 landete die Mannschaft mit 73 Punkten auf dem ersten Platz und stieg somit zur nächsten Saison in die Bezirksliga Ost auf. In der ersten Saison in der neuen Liga platzierte sich der Verein am Ende mit 50 Punkten auf dem achten Platz. Mit dem ersten Platz nach der Saison 2007/08 qualifizierte sich das Team für die neustrukturierte Verbandsliga Nord-Ost. Hier endete die erste Saison für die Mannschaft auf dem sechsten Platz.

### Aufstieg in die Oberliga
Nach einer langen Zeit in der Verbandsliga landete die Mannschaft mit 70 Punkten auf dem zweiten Platz und qualifizierte sich somit für die Aufstiegsrunde zur Oberliga Schleswig-Holstein. Nach Hin- und Rückspiel gegen die zweite Mannschaft des VfB Lübeck schaffte die Mannschaft schließlich theoretisch den Aufstieg. Jedoch verzichtete der Verein auf den Aufstieg und platzierte sich in der Folgesaison auf dem ersten Platz der Verbandsliga. Diesmal nahm die Mannschaft den Aufstieg an und spielte somit in der Saison 2017/18 zum ersten Mal in der Oberliga und landete nach dieser Spielzeit mit 43 Punkten auf dem achten Platz. Dort spielte der Verein noch bis 2024.